# (The) New Release
(the) New Release è il secondo ed ultimo album in studio del gruppo musicale statunitense Primer 55, pubblicato il 14 agosto 2001.
L'album debuttò alla prima posizione della classifica Heatseekers della rivista Billboard, e raggiunse la posizione numero 102 di Billboard 200. Dalla lista tracce fu estratto come singolo il brano "This Life," che raggiunse la posizione numero 37 della classifica Mainstream Rock Tracks. Il disco fu l'ultima registrazione del gruppo a nome della casa discografica Island Records.

## Registrazione
Durante i preparativi dell'album, i Primer 55 dovettero fare i conti con diversi cambi di formazione. Dopo diciotto mesi di esibizioni dal vivo, il chitarrista Bobby Burns cominciò a scrivere materiale per la registrazione, e compose in studio tutte le parti di chitarra e basso, con l'aiuto di John Stanier, ex batterista degli Helmet. Burns ebbe anche la possibilità di collaborare verbalmente con Preston Nash, batterista dei Dope, che prima avevano affiancato i Primer 55 nei tour precedenti. A maggio il gruppo assunse ufficialmente Chris Sprinkle, bassista dei Cut.Love.Kill, poi sostituito da Kobie Jackson.

## Stile musicale
Mentre il precedente album Introduction to Mayhem era contraddistinto da notevoli influssi hip hop, (the) New Release presentava sonorità più varie, presentanti parti vocali tendenti al blues e intermezzi strumentali di sassofono e pianoforte. Parlando della svolta musicale del gruppo, Burns dichiarò di "non poterne più dell'andamento generale della musica dell'epoca, di formazioni 'di plastica' mandate avanti dalle case discografiche, e di aver voluto mettere a punto un lavoro rispecchiante la sua preparazione originaria rappresentata da Black Sabbath, Led Zeppelin e Kiss, e per niente somigliante a canzoni da classifica praticamente tutte uguali." Il cantante Jason "J-Sin" Luttrell dichiarò nel 2001 che "durante il periodo di scrittura e registrazione non abbiamo seguito per niente le canzoni che passavano all'epoca in radio e su MTV, perché volevamo pubblicare un prodotto in grado di rievocare il passato, ma pur sempre autentico e capace di tener testa ai lavori leggeri e scontati della concorrenza."

## Promozione e tour
A metà maggio i Primer 55 annunciarono il titolo del nuovo album, la data di pubblicazione e l'uscita del nuovo singolo. A giugno fu annunciata una lista tracce provvisoria, poi modificata. Il gruppo pubblicò varie tracce da (the) New Release, compresa una rielaborazione del singolo di lancio.
Nonostante Burns confidasse nella possibilità di pubblicare come singolo anche la traccia "Texas", alla fine gli autori resero disponibile solo "This Life", pubblicato in radio il 16 luglio e non accompagnato da alcun video musicale. A causa della mancata promozione dell'album da parte della casa discografica, il gruppo dovette affidarsi ad alcune esibizioni dal vivo.
Tra giugno ed agosto affiancarono i Fear Factory nel loro tour The Evolution of Revolution, e poi i Vision of Disorder in alcune date, inoltre suonarono al Riverfront Rampage a Newark e si esibirono a fianco degli Slipknot per il loro Iowa World Tour.
Nell'ottobre del 2002 il bassista Kobie Jackson fu costretto a lasciare il gruppo, a causa di "problemi personali e creativi", e fu sostituito per poco tempo da Toomey, ex componente dei 12v Negative Earth. A novembre e dicembre i Primer 55 si esibirono al Riot Tour promosso dall'azienda Jägermeister, insieme a Dope, Skinlab e Society 1.

## Accoglienza

### Successo commerciale
Nella tredicesima settimana di pubblicazione dell'album, SoundScan riportò vendite pari a 53,191 copie. Nonostante i risultati di vendite e in classifica, la casa discografica non sostenne la promozione del disco. In un'intervista concessa nel 2008, l'ex chitarrista dichiarò che "l'album ebbe lo svantaggio di essere stato pubblicato poco prima degli attentati terroristici dell'epoca, da cui fu subito oscurato."
La voce dell'epoca della realizzazione di un video per il singolo "This Life" fu smentita da Burns a settembre 2001, dichiarando "rapporti difficili con la casa discografica."

### Critica
Il critico di Allmusic Michael Gallucci bocciò l'album, sostenendo che "altri artisti l'avrebbero fatto molto meglio e con molta più convinzione."

## Tracce
Testi e musiche di Burns/Luttrell.
1. Time...Trapped Under a Rock – 0:38
2. This Life – 3:28
3. Growing – 3:06
4. Texas – 3:41
5. Tricycle – 4:50
6. Pills – 2:52
7. Lessons – 3:38
8. (502) – 0:25
9. Lou Evil – 4:25
10. Hesitation – 3:07
11. No Sleep – 3:50
12. My Girl – 5:39
13. Ricochet – 1:31
14. All in the Family – 3:48

### B-sides
- "Feel Like You"

## Classifiche

### Album
| Year | Chart         | Position |
| ---- | ------------- | -------- |
| 2001 | Billboard 200 | 102      |
| 2001 | Heatseekers   | 1        |

### Singoli
| Year | Single      | Chart                  | Position |
| ---- | ----------- | ---------------------- | -------- |
| 2001 | "This Life" | Mainstream Rock Tracks | 37       |

## Formazione

### Musicisti
- Jason Luttrell - voce
- Sam Albright - sassofono
- Bobby Burns - chitarra e basso
- Preston Nash - batteria e programmazione
- John Stanier - batteria
- Eddie Wohl - pianoforte, programmazione, produzione, mixaggio

### Produzione
- Rob Caggiano - mixaggio
- Frank Gargiulo - produzione artistica
- Matt James - produzione vocale
- Michael Messier - ingegneria
- Rick Patrick - direzione artistica
- Steve Regina - ingegneria, produzione, mixaggio
- J.P. Sheganoski - ingegneria